# Boisse-Penchot
 Boisse-Penchot  là một xã ở tỉnh Aveyron, thuộc vùng Occitanie ở miền nam nước Pháp.